# Template (programmation)
Pour les articles homonymes, voir Template.
En programmation informatique, les templates (en français modèles, parfois aussi appelés patrons) sont une particularité de la programmation en langage C++, qui autorise l'écriture d'un code sans considération envers le type des données avec lesquelles il sera finalement utilisé. Les templates introduisent le concept de programmation générique dans le langage.
Les templates sont d'une grande utilité pour les programmeurs en C++, plus particulièrement en les combinant avec l'héritage multiple, la surcharge d'opérateur ou plus généralement la programmation orientée objet. La bibliothèque standard de C++ fournit de nombreux outils utiles dans un cadre de travail fait avec les templates, en particulier dans la STL.
Le mécanisme des templates a aussi été inclus dans d'autres langages objet comme Java, mais a une signification différente lors de la compilation, puisqu'il s'appuie sur la super-classe Object du langage.

## Intérêt
Les templates permettent à une classe (class, struct ou union) ou une fonction de pouvoir s'adapter à plusieurs types sans avoir besoin d'être recopiée ou surchargée.
Les templates sont (souvent) une alternative aux macros préprocesseur, déconseillées en C++. Certaines d'entre elles pourront donc être mises à niveau ; par exemple, la macro :
```
#define MIN(a,b) (((a) < (b)) ? (a) : (b))

```

pourra être remplacée en C++ par le patron de fonction :
```
template
 
<
typename
 
T
>
 

inline
 
T
 
min
(
const
 
T
 
&
x
,
 
const
 
T
 
&
y
)

{

    
return
 
(
x
 
<
 
y
)
 
?
 
x
 
:
 
y
;

}

```

De plus, en programmation orientée objet, il arrive souvent que l'on veuille écrire une classe sans considérer les types, ou certaines valeurs. Avec les langages non-objet, il était toujours possible de recopier la fonction en changeant les types là où c'est nécessaire, et ce pour chaque type de base. Seulement, la POO permet l'ajout de types définis par l'utilisateur qui ne peuvent pas être prévus. Les templates sont apparus pour pallier le problème.

## Aperçu technique au travers d'exemples

### Déclaration d'un patron
La déclaration d'une classe ou fonction générique doit être précédée par :
```
template
 
<
typename
 
T
,
 
typename
 
U
>

```

Le mot clé class peut être utilisé à la place de typename. Les types T et U pourront alors être utilisés dans le corps de la classe ou de la fonction.
Avec les classes, on peut aussi se servir de la généricité pour utiliser une valeur constante :
```
template
 
<
typename
 
T
,
 
int
 
N
>

```

La valeur entière N pourra être utilisée dans la classe comme s'il s'agissait d'un entier constant.
Chaque type ou valeur déclaré peut posséder une valeur par défaut, comme les arguments muets d'une fonction.
Il existe trois types de patrons, ceux de fonctions, de classes, et depuis C++14, les patrons de variables. 

### Les patrons de fonction

#### Exemple: fonctionmin<T>(T,T)
Un patron de fonction pourra supporter n'importe quel type pour ses arguments. Par exemple :
```
template
 
<
typename
 
T
>

inline
 
T
 
min
(
const
 
T
 
&
x
,
 
const
 
T
 
&
y
)

{

    
return
 
(
x
 
<
 
y
)
 
?
 
x
 
:
 
y
;

}

```

#### Appel de la fonction
Voici un exemple d'utilisation :
```
#include
 
<iostream>

int
 
main
 
()

{

    
// Appel de min<int>

    
std
::
cout
 
<<
 
min
(
-20
,
 
5
)
 
<<
 
' '
;

    
// Appel de min<double>

    
std
::
cout
 
<<
 
min
(
6.4
,
 
-17.3
)
 
<<
 
' '
;

    
// Appel de min<double> ; le type doit être précisé pour pallier l'ambiguïté

    
std
::
cout
 
<<
 
min
<
double
>
(
6.96e2
,
 
48
)
 
<<
 
std
::
endl
;

}

```

Le programme affichera la ligne suivante :
```
-20 -17.3 48
```

Le type T est défini par les paramètres donnés à la fonction min. Une fonction générique doit donc comporter un argument de chacun des types qu'elle compte utiliser pour pouvoir être compilée.
Cependant, si plusieurs arguments définissent un même type T pour la fonction mais ne sont pas du même type, le type utilisé doit être explicitement indiqué (les arguments seront donc convertis dans ce type si nécessaire).

#### Dans la bibliothèque standard
Dans la STL, on trouve des patrons de fonction en particulier avec les algorithmes du fichier d'en-tête <algorithm>. Par exemple :
- extrema : std::min, std::max ;
- compter/chercher : std::count, std::find ;
- modification : std::copy, std::fill, std::swap ;
- tri : std::sort…

### Les patrons de classe

#### Exemple: classeTab<T,N>
Déclarer une classe comme patron lui permet en particulier de pouvoir posséder des membres d'un type défini par l'utilisateur. Par exemple, :
```
#include
 
<cstdarg>

template
 
<
typename
 
T
,
 
int
 
N
>

class
 
Tab

{

    
/* Membres */

        
// Ici est stocké le tableau avec N éléments du type T

        
T
 
tab
[
N
];

        
// Utile pour l'affichage

        
const
 
char
 
*
separateur
;

    
public
 
:

    
/* Constructeurs */

        
// Constructeur par défaut

        
Tab
<
T
,
N
>
 
(
const
 
T
 
&
t
=
0
)
 
:
 
separateur
(
" "
)

        
{

            
for
 
(
int
 
i
=
0
;
 
i
<
N
;
 
i
++
)

                
tab
[
i
]
=
t
;

        
}

        
// Ce constructeur permet d'initialiser les éléments du tableau

        
Tab
<
T
,
N
>
 
(
const
 
T
 
&
t1
,
 
const
 
T
 
&
t2
,
 
...)
 
:
 
separateur
(
" "
)

        
{

            
tab
[
0
]
=
t1
,
 
tab
[
1
]
=
t2
;

            
va_list
 
args
;

            
va_start
 
(
args
,
t2
);

            
for
 
(
int
 
i
=
2
;
 
i
<
N
;
 
i
++
)

              
tab
[
i
]
=
va_arg
(
args
,
T
);

            
va_end
 
(
args
);

        
}

        
// Constructeur par recopie (notez qu'il s'agit de celui par défaut)

        
Tab
<
T
,
N
>
 
(
const
 
Tab
<
T
,
N
>
 
&
t
)
 
:
 
tab
(
t
.
tab
),
 
separateur
(
t
.
separateur
)

        
{}

        
// Surdéfinition de l'opérateur d'affectation (notez qu'il s'agit de celle par défaut)

        
Tab
<
T
,
N
>
 
&
operator
=
 
(
const
 
Tab
<
T
,
N
>
 
&
t
)

        
{

            
for
 
(
int
 
i
=
0
;
 
i
<
N
;
 
i
++
)

                
tab
[
i
]
=
t
.
tab
[
i
];

            
return
 
*
this
;

        
}

    
/* Fonctions d'accès et d'altération */

        
int
 
size
 
()
 
const

        
{
 
return
 
N
;
 
}

        
const
 
char
 
*
obt_sep
 
()
 
const

        
{
 
return
 
separateur
;
 
}

        
void
 
config_sep
 
(
const
 
char
 
*
nouv_sep
)

        
{
 
separateur
=
nouv_sep
;
 
}

        
const
 
Tab
<
T
,
N
>
 
&
operator
()
 
(
const
 
char
 
*
nouv_sep
)

        
{
 
separateur
=
nouv_sep
;
 
return
 
*
this
;
 
}

        
T
 
&
operator
[]
 
(
int
 
i
)

        
{
 
return
 
tab
[
i
];
 
}

        
const
 
T
 
&
operator
[]
 
(
int
 
i
)
 
const

        
{
 
return
 
tab
[
i
];
 
}

        
template
 
<
int
 
N2
>
 
operator
 
Tab
<
T
,
N2
>
 
()

        
{

        	
Tab
<
T
,
N2
>
 
t
;

        	
for
 
(
int
 
i
=
0
;
 
i
<
((
N
<
N2
)
?
 
N
:
N2
);
 
i
++
)

        		
t
.
tab
[
i
]
=
tab
[
i
];

    		
return
 
t
;

        
}

};

```

La notation Tab<T,N> est ici redondante et pourrait être remplacée simplement par Tab.

#### Déclaration d'objetsde la classe
Voici un exemple d'utilisation :
```
#include
 
<iostream>

#include
 
<algorithm>

// Surcharge de l'opérateur de décalage binaire vers la gauche

 
// pour pouvoir envoyer nos tableaux sur un flot de sortie

template
 
<
typename
 
T
,
 
int
 
N
>

std
::
ostream
 
&
operator
<<
 
(
std
::
ostream
 
&
sortie
,
 
const
 
Tab
<
T
,
N
>
 
&
tab
)

{

    
for
 
(
int
 
i
=
0
;
 
i
<
N
;
 
i
++
)

        
sortie
 
<<
 
tab
[
i
]
 
<<
 
((
i
<
N
-1
)
?
 
tab
.
obt_sep
()
:
""
);

}

int
 
main
 
()

{

    
/* Deux listes de cinq flottants */

    
Tab
<
double
,
5
>
 
liste1
,
 
liste2
(
66.17
,
4.3e3
,
22e5
,
1e-4
,
liste1
[
4
]);

    
liste1
=
liste2
;

    
for
 
(
int
 
i
=
0
;
 
i
<
liste1
.
size
();
 
i
++
)

        
liste1
[
i
]
*=
1.5
;

    
std
::
cout
 
<<
 
liste1
 
<<
 
std
::
endl
;

    
/* Des tirets pour séparer */

    
std
::
cout
 
<<
 
Tab
<
char
,
37
>
(
'-'
)(
""
)
 
<<
 
std
::
endl
;

    
/* Calculs sur un tableau à deux dimensions (19x19) : création de dix carrés imbriqués */

    
Tab
<
Tab
<
int
,
19
>
,
19
>
 
carres
;

    
for
 
(
int
 
i
=
0
;
 
i
<=
carres
.
size
()
/
2
;
 
i
++
)

        
for
 
(
int
 
j
=
0
;
 
j
<
carres
[
i
].
size
();
 
j
++
)

            
carres
[
i
][
j
]
=
std
::
max
(
9
-
i
,
std
::
abs
(
9
-
j
));

    
for
 
(
int
 
i
=
0
;
 
i
<
carres
.
size
();
 
i
++
)

        
carres
[
18
-
i
]
=
carres
[
i
];

    
carres
.
config_sep
(
"
\n
"
);

    
std
::
cout
 
<<
 
carres
 
<<
 
std
::
endl
;

}

```

Ceci affichera :
```
99.255 6450 3.3e+06 0.00015 0
-------------------------------------
9 9 9 9 9 9 9 9 9 9 9 9 9 9 9 9 9 9 9
9 8 8 8 8 8 8 8 8 8 8 8 8 8 8 8 8 8 9
9 8 7 7 7 7 7 7 7 7 7 7 7 7 7 7 7 8 9
9 8 7 6 6 6 6 6 6 6 6 6 6 6 6 6 7 8 9
9 8 7 6 5 5 5 5 5 5 5 5 5 5 5 6 7 8 9
9 8 7 6 5 4 4 4 4 4 4 4 4 4 5 6 7 8 9
9 8 7 6 5 4 3 3 3 3 3 3 3 4 5 6 7 8 9
9 8 7 6 5 4 3 2 2 2 2 2 3 4 5 6 7 8 9
9 8 7 6 5 4 3 2 1 1 1 2 3 4 5 6 7 8 9
9 8 7 6 5 4 3 2 1 0 1 2 3 4 5 6 7 8 9
9 8 7 6 5 4 3 2 1 1 1 2 3 4 5 6 7 8 9
9 8 7 6 5 4 3 2 2 2 2 2 3 4 5 6 7 8 9
9 8 7 6 5 4 3 3 3 3 3 3 3 4 5 6 7 8 9
9 8 7 6 5 4 4 4 4 4 4 4 4 4 5 6 7 8 9
9 8 7 6 5 5 5 5 5 5 5 5 5 5 5 6 7 8 9
9 8 7 6 6 6 6 6 6 6 6 6 6 6 6 6 7 8 9
9 8 7 7 7 7 7 7 7 7 7 7 7 7 7 7 7 8 9
9 8 8 8 8 8 8 8 8 8 8 8 8 8 8 8 8 8 9
9 9 9 9 9 9 9 9 9 9 9 9 9 9 9 9 9 9 9
```

Les arguments du patron sont donc ici indiqués entre chevrons après le nom de la classe.
Attention lors de l'imbrication de noms de classes patron : les chevrons doivent être séparés par un caractère d'espacement, sinon ils seront interprétés comme l'opérateur de décalage binaire et la compilation échouera.
Par exemple, un vecteur de vecteurs d'entiers doit être déclaré de cette manière :
```
#include
 
<vector>

std
::
vector
<
std
::
vector
<
int
>
 
>
 
matrix
;

```

Ce problème mineur devrait être résolu dans la prochaine norme du C++, C++1x.

#### Dans la bibliothèque standard
Dans la STL, on en rencontre en particulier avec les conteneurs, comme :
- séquentiels : std::vector, std::deque et std::list ;
- associatifs : std::map et std::set ;

mais aussi dans bien d'autres domaines, tels que :
- les couples de variables : std::pair de <utility> ;
- les nombreux std::basic_* (istream, ostream, string…)…

### Les patrons de variables
Depuis le C++11 nous pouvons créer des patrons de variables, un des intérêts principaux est de pouvoir adapter la précision d'une variable en fonction de son type.

#### Exemple: variableT pi
```
template
<
typename
 
T
>

constexpr
 
T
 
pi
 
=
 
T
(
3
,
14159265358979323846264338327950
)

```

Ainsi en déclarant la valeur de pi en tant que patron nous utiliserons spécifiquement la précision nécéssaire en fonction du type déclaré de la constante. Par exemple 3 si nous la déclarons en tant qu'entier; puis les valeurs approchées selon la précision disponible dans les différents types float, double or long double, etc.

## Compilation des patrons

### Classes patron
À chaque fois qu'un patron de classe est utilisé avec de nouveaux arguments, une nouvelle classe patron (attention à bien différencier les deux concepts) est compilée. Ainsi, la déclaration d'un objet de type std::vector<int> et d'un autre de type std::vector<double> instanciera deux classes différentes. Les objets seront donc de types différents, sans qu'aucun lien puisse être fait entre les deux (pas même une conversion).

### Fonctions patron
Le comportement est similaire avec les fonctions : chaque appel d'un patron de fonction avec de nouveaux types d'arguments compile une nouvelle fonction patron.

## Les templates dans l'édition de liens
Les patrons de classes et de fonctions doivent être inclus dans tous les fichiers qui les utilisent. Ils ne sont donc pas pris en compte lors de l'édition de liens, bien que seule une classe/fonction patron de chaque type soit finalement incluse dans l'exécutable.
La prochaine norme, C++1x, devrait permettre de déclarer des templates externes.

## Templates variadiques
C++11 introduit les templates variadiques qui, à l'image des fonctions variadiques du langage C, peuvent supporter un nombre variable de types.
Les std::tuple déjà présents dans Boost en seront l'illustration la plus basique.